# Бенси, Стефано
Стефано Бенси (люкс. Stefano Bensi; род. 11 августа 1988[…] или 10 августа 1988, Шиффланж, Эш-сюр-Альзетт) — люксембургский футболист, нападающий клуба «Фола» и национальной сборной Люксембурга.

## Клубная карьера
Отец Стефано, Этторе Бенси, является уроженцем итальянской провинции Перуджа, который переехал в Люксембург, а мать — люксембурженка. У Стефано есть младшая сестра Сара. Бенси родился и вырос в люксембургском городке Шиффланж. Футболом он начинал заниматься в местном клубе «Шиффланж 95». Там он играл вместе с будущим игроком «Ювентуса» и сборной Боснии и Герцеговины Миралемом Пьяничем.
В начале 2006 года Бенси перешёл в клуб «Рюмеланж», за который 19 февраля дебютировал в чемпионате Люксембурга в матче с командой «Расинг». В сезоне 2005/06 Стефано сыграл 11 матчей, голов не забивал. По итогам сезона его клуб вылетел во второй дивизион. В следующие два года Бенси вместе с «Рюмеланжем» выступал во втором дивизионе, в сезоне 2007/08 стал его победителем и вернулся в первый дивизион. В первой половине сезона 2008/09 Бенси забил 11 голов в 15 матчах чемпионата.
В январе 2009 года Бенси перешёл в клуб из второго дивизиона Бельгии «Дейнзе». За переход игрока было заплачено 15 тыс. евро, контракт со Стефано был подписан на полтора года. 24 января 2009 года Бенси дебютировал за новый клуб в матче с командой «Турне». По итогам сезона 2008/09 «Дейнзе» занял 18-е место в турнирной таблице и вылетел в третий дивизион. Бенси, забивший за полгода в Бельгии два гола в 11 матчах, покинул клуб.
Летом 2009 года Бенси вернулся в чемпионат Люксембурга, заключив контракт с клубом «Ф91 Дюделанж». Во втором сезоне с клубом он стал чемпионом Люксембурга, а также дебютировал в Лиге Европы УЕФА. В сезоне 2011/12 Стефано забил 16 голов в 21 матче чемпионата, вновь стал чемпионом Люксембурга, выиграл национальный кубок и сыграл свои первые матчи в Лиге чемпионов.
Летом 2012 года Бенси перешёл в клуб «Фола». В первом же сезоне он помог своему новому клубу выиграть чемпионат Люксембурга, а сам, забив 20 голов в 21 матче, стал его лучшим бомбардиром и был признан игроком года по итогам сезона. В сезоне 2014/15 Бенси в четвёртый раз стал чемпионом Люксембурга. Его результативность в последующие годы значительно упала, во многом из-за полученных травм.

## Выступления за сборную
Бенси представлял Люксембург в юношеских и молодёжных сборных. В национальной сборной он дебютировал 11 октября 2008 года в матче отборочного турнира к чемпионату мира со сборной Израиля. Первым забитым голом за сборную Бенси отличился 7 июня 2013 года в матче с Азербайджаном в рамках отборочного турнира к чемпионату мира 2014 года.

## Достижения
Командные
- Чемпион Люксембурга (4): 2010/11, 2011/12, 2012/13, 2014/15
- Обладатель Кубка Люксембурга: 2011/12

Личные
- Лучший бомбардир чемпионата Люксембурга: 2012/13
- Футболист года в Люксембурге: 2013